# スズロン
スズロン・エナジー・リミテッド（Suzlon Energy Limited）は、インドの風力発電会社。1995年設立。